# Afinní zobrazení

Afinita v rovině

Afinní zobrazení je geometrické zobrazení mezi afinními prostory, které zachovává kolinearitu a dělicí poměr.
Přesněji řečeno je afinní zobrazení zobrazení mezi afinními prostory takové, že každé tři různé body A,B,C ležící v jedné přímce zobrazí buď do jednoho bodu anebo do tří různých bodů A', B', C' a v tom případě zachovává jejich dělicí poměr.
Prosté afinní zobrazení afinního prostoru na sebe se nazývá afinita. Je to automorfismus afinního prostoru.
Důležitá vlastnost afinních zobrazení je, že převádějí přímky na přímky (nebo bod) a obecněji afinní podprostory na afinní podprostory.
Analyticky lze afinní zobrazení vyjádřit jako složení posunutí a lineárního zobrazení. V konečněrozměrném afinním prostoru má afinní zobrazení v libovolné souřadnicové soustavě analytické vyjádření
{\displaystyle x\mapsto \mathbf {A} x+\mathbf {b} }
kde A je matice a b vektor.
Pro Euklidův prostor to zahrnuje posunutí, otáčení, zrcadlení, změnu měřítka, zkosení, projekce a jejich skládání.

## Vlastnosti
Při afinitě se bod {\displaystyle P} ležící na přímce {\displaystyle r} mezi body {\displaystyle A} a {\displaystyle B} zobrazí do bodu {\displaystyle P^{\prime }}, který leží na přímce {\displaystyle r^{\prime }} mezi body {\displaystyle A^{\prime }} a {\displaystyle B^{\prime }} (pokud jsou různé), které odpovídají bodům {\displaystyle A} a {\displaystyle B}.
Při afinitě je poměr délek dvou rovnoběžných úseček roven poměru délek jejich obrazů. Z toho např. vyplývá, že střed úsečky se zobrazí jako střed úsečky, těžiště trojúhelníka bude odpovídat těžišti trojúhelníka apod.
Mezi afinní zobrazení patří podobné zobrazení.
Prostá afinní zobrazení zachovávají (afinní) typ kvadriky, tj. převádějí elipsu na elipsu (anebo kružnici), parabolu na parabolu a hyperbolu na hyperbolu. Nezachovávají ale metrické vlastnosti útvarů.

## Afinní grupa
Množina všech afinit afinního prostoru tvoří grupu, která se nazývá afinní grupa. V n-rozměrném prostoru se zvolenou soustavou souřadnic se dá realizovat jako množina matic řádu n+1
{\displaystyle \left({\begin{array}{c|c}M&v\\\hline 0&1\end{array}}\right)}
kde M je regulární matice řádu n a v vektor. Akce této matice na bod x je Mx+v.
Afinní grupa je generována základními afinitami. Každou afinitu n-rozměrného afinního prostoru lze složit z nejvýše n+1 základních afinit. Např. každou afinitu v rovině lze rozložit na nejvýše 3 osové afinity.
V případě Euklidovského prostoru obsahuje příslušná afinní grupa Euklidovskou grupu (tj. grupu shodností, např. posunutí, otáčení, zrcadlení) jako svoji vlastní podgrupu.

## Použití
Afinní transformace jsou jedněmi z nejčastěji používaných operací v počítačové grafice.